# Ойо (государство)

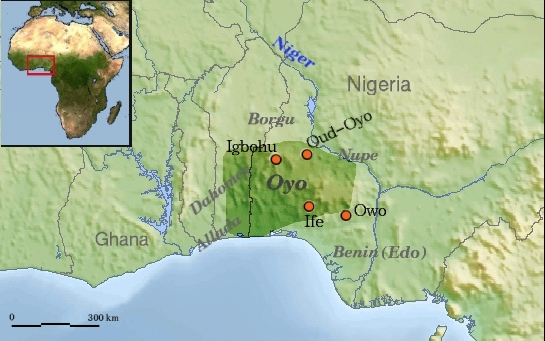
Карта владений Ойо

О́йо (йоруба Ilẹ̀ọba Ọ̀yọ́) — город-государство народа йоруба, существовавший в колониальную эру на юго-западе современной Нигерии и востоке современного Бенина в XV—XIX веках. Столица — город Ойо-Иле (Ойо-Оро, в XIX веке — Катунга) и Аго-д’Ойо (Ойо).
Основатели правившей в Ойо династии были выходцами из Ифе (легендарный основатель государства — Ораньян). Номинальной властью обладал монарх (оба), носивший титул алафин (на языке йоруба — хозяин дворца), но реальная власть принадлежала касте языческих жрецов и сановников. Основу хозяйства составляло земледелие и торговля, в том числе работорговля. Большую часть населения при этом составляли формально свободные земледельцы-общинники.
Кроме торговли, могущество Ойо основывалось на военном превосходстве, в частности, сильной коннице. Длительное время Ойо соперничало с Дагомеей. Конец империи Ойо положил джихад Фулани в 1836 году. Ослабленное государство сделалось лёгкой добычей английских колонизаторов, прекратив существование в 1896 году. Топоним Ойо сохранился в названии одноимённого города и штата современной Нигерии.

## Общество
В основе социальной структуры была общинная организация. Большую часть населения составляли свободные общинники, владевшие основными средствами производства. Земля и титулы наследовались в рамках патрилиний. В условиях крепких родовых связей проходило отграничение управляющего слоя. Широкое распространение имели домашнее рабство и кабала. Рабами становились военнопленные и воры. Наряду с родовой знатью в государственный аппарат входил и узкий слой привилегированных рабов. Во главе государства стоял царь, имевший титул алафин. Его власть была ограничена советом родовой знати (ойо меси из числа семи высших чиновников страны).

## Административное деление
Государство было разделено на провинции. Центры провинций имели своих наследственных правителей или наместников из числа царских рабов. Города находились под контролем центральной власти и были связаны со столицей отношения подданства.

## История

### Становление
Государство Ойо зародилось на северо-западе территории расселения йоруба, будучи изначально периферией по отношению к тогдашнему ядру культуры йоруба — Иле-Ифе. В отличие от большинства йорубских образований, Ойо располагалось не в зоне тропических лесов, а в саванне, близ южных ответвлений транссахарских торговых путей и таких соседей с севера, как государства Боргу и Нупе.
Ранняя история Ойо известна исключительно по устной традиции; так же вычисляется и примерная дата его основания: слагая сроки правления династического списка, учёные относят его к XIV веку (впрочем, некоторые, как нигерийский историк Исаак Акинджогбин, датируют её раньше, вплоть до ок. 1000 года). По преданию, первым правителем (оба, или алафином) Ойо был Ораньян — внук первого царя Иле-Ифе Одудувы, позднее обожествлённого в качестве творца мира. Легенда утверждает, что великий охотник Ораньян двинулся на север, к берегам реки Нигер, где основал новую столицу у холма Аджака, где остановился и пролежал семь дней большой змей. Преемник Ораньяна был смещён и сменён на другого его сына (от дочери правителя Нупе) — Шанго, который впоследствии был обожествлён как дух молнии и грома. Ранние правители неоднократно меняли места царской ставки: кроме собственно Ойо, таковыми побывали Око, Киши, Куши, Шаки (Айекале), Ойо-Игбохо.
В период становления государства Ойо вело борьбу с сильными соседями Нупе и Долга (до середины XVII века). Ок. 1535 года территория Ойо была захвачена войсками Нупе, и царствующий дом находился в изгнании в Боргу, пока сын изгнанного Онигбоги алафин Офинран не восстановил независимость. На протяжении правления следующих четырех царей (Эгугуноджу, Оромпото, Аджибойеде и Абипы) столица располагалась в Игбохо, и только последний из них восстановил столицу на месте старого Ойо. Эти правители подчинили себе почти все земли йоруба и, используя созданную при Оромпото конницу, продолжили экспансию к Гвинейскому заливу на юго-восток, где её между 1578 и 1608 годами остановило Бенинское царство.

### Имперский период. Расцвет
Примерно со второй половины XVII столетия (правление наследника Абипы Обалокуна) государство Ойо вновь вело завоевательные войны в южном направлении, расширяясь к морю (Бенинскому заливу) уже в сторону юго-запада, по землям эгба и эгбадо. Ключевым стало столкновение кавалерии Ойо и вооружённых огнестрельным оружием пехотинцев Дагомеи. Ойо-Дагомейские войны 1726—1730 годов закончились договором 1730 года, по которому Дагомея стала подданной частью владений Ойо, а территории к востоку от границы по озеру Ноке, рекам Зу и Веме были непосредственно поставлены под его контроль. Йоруба вторгались в Дагомею семь раз, прежде чем полностью подчинили её себе по договору 1748 года, когда повысились налоги для дагомейцев, и они потеряла контроль над работорговыми портами к востоку от города Джакин.
Во второй половине XVIII столетия, во время наивысшего могущества «империи Ойо», под властью её правителей находились все йорубские государства на запад от Иджебу и среднего течения реки Осун. На севере границами были реки Нигер и Моши. На западе и юге Дагомея и большинство городов-государств побережья от границы Дагомеи до Лагоса входили в состав Ойо в качестве вассалов. По некоторым данным, Нупе и Долга (Бариба) также платили дань.

### Упадок
Однако после серии переворотов, начавшихся в 1754 году, стабильность Ойо пошла на спад. Тогда власть захватил глава государственного совета (ойо меси из числа семи высших чиновников страны) башорун Гаха, заставивший двух алафинов подряд совершить самоубийство. Однако 20 лет спустя рост народного недовольства растущими поборами и войнами (например, в 1764 году соединённое войско аканов, Дагомеи и Ойо разбило силы конфедерации Ашанти) вызвал к жизни широкий заговор против башоруна, возглавленный тридцатым алафином Абиодуном, казнившим узурпатора и вернувшимся к традиционной форме правления.
После неудачных кампаний против Боргу (1783) и Нупе (1789) государство Ойо начало терять территории. В 80-х годах XVIII столетия, после восстания во главе с Лишаби, от Ойо отпала Эгба, его юго-западная окраина. Расквартированный в военном лагере Илорин верховный главнокомандующий (аре-она каканфо) Афонджа, недовольный приказами напасть на священные города йоруба, в 1795 году принудил алафина Аволе к отречению и ритуальному самоубийству, а в 1817 году вывел богатейшую провинцию Илорин из-под подчинения Ойо. В конце XVIII столетия прекратила выплату дани Дагомея, в начале XIX столетия — области Нупе и Долга. Вслед за этим начался распад и центральных областей.
Примерно в 1836 году войска халифата Сокото захватили и ограбили столицу. Падение Ойо, которое вызвало движение населения, ускорило процессы смешения и интеграции различных подгрупп йоруба, привело к заселению новых районов. При алафине Атибе в 1830-х годах в 130 км южнее старой столицы была создана новая — Новый Ойо, объединившая вокруг себя южные районы бывшей империи. Два главных поста в государстве (главнокомандующего и председателя государственного совета ойо меси) Атиба отдал мощным военным вождям — правителям городов-государств Иджае и Ибадан. Эти государства получили статус провинций. В битве при Ошогбо, произошедшей между 1838 и 1841 годами силы йоруба остановили наступление конницы фульбе из Илорина.
К концу XIX века Ойо постепенно теряло роль главной политической силы в пользу Ибадана. В 1893 году государство потеряло независимость, подписав договор с британцами о протекторате. К началу XX века все государства йоруба за исключением Эгба, сохранявшей до 1916 года статус «республики», лишились независимости.